# Bezonvaux
Bezonvaux es una comuna francesa del departamento de Mosa, en la región del Gran Este.
Se trata de una de las poblaciones francesas que resultó totalmente destruida durante la Primera Guerra Mundial y que tras el conflicto no fue reconstruida. Además de la destrucción casi total de los edificios, los campos de cultivo y otros terrenos circundantes estaban plagados de munición de artillería sin explotar, por lo que la zona se consideró demasiado peligrosa para la población.

## Demografía
| 268 | 191 | 216 | 278 | 277 | 276 | 313 | 317 | 287 | 257 | 248 | 243 | 235 | 217 | 239 | 221 | 181 | 173 | 156 | 149 | 0 | 3 | 22 | 13 | 0 | 0 | 0 | 0 | 0 | 0 | 0 | 0 | 0 |
| Para los censos de 1962 a 1999 la población legal corresponde a la población sin duplicidades (Fuente: INSEE [Consultar]) |     |     |     |     |     |     |     |     |     |     |     |     |     |     |     |     |     |     |     |   |   |    |    |   |   |   |   |   |   |   |   |   |